# Il bambino dentro
Il bambino dentro (The Child Within) è un arco narrativo a fumetti di Spider-Man, scritto da J.M. DeMatteis e disegnato da Sal Buscema.
Pubblicato tra il 1991 e il 1992 sulla testata regolare dedicata a Spider-Man Spectacular Spider-Man, è suddiviso in sei capitoli più un epilogo.

## Trama
Protagonisti sono Peter Parker (l'Uomo Ragno), Harry Osborn (Goblin) e Vermin.
La storia parte dal racconto fornito da Edward Whelan (Vermin), già protagonista di L'ultima caccia di Kraven (sempre di J.M. DeMatteis), durante gli incontri con la psicologa Ashley Kafka degli abusi sessuali perpetrati dal padre. La trama si intreccia con quella di Peter Parker/Uomo Ragno e del ritorno alla follia dell'amico di Peter, Harry Osborn, vittima anch'egli della figura del padre Norman Osborn. Nel corso della saga si evidenzia il continuo tentativo di Harry di giustificare l'operato criminoso del "folletto verde" e di auto-convincersi che il padre in fondo lo amasse, mentre è dimostrato che Norman lo considerava solo un inetto e un fallito.
La storia si conclude con Harry che torna a vestire i panni di Goblin e con Vermin che riesce a superare il trauma delle violenze subite e a riacquistare le sue sembianze umane.